# VZ Возничего
VZ Возничего (лат. VZ Aurigae) — одиночная звезда в созвездии Возничего на расстоянии приблизительно 1423 световых лет (около 436 парсеков) от Солнца. Видимая звёздная величина звезды — +10,99m.

## Характеристики
VZ Возничего — белая звезда спектрального класса A9. Радиус — около 1,61 солнечного, светимость — около 6,259 солнечных. Эффективная температура — около 7186 К. Ранее считалась переменной звездой, но дальнейшие наблюдения переменности не подтвердили.